# Артиллерийская батарея номер 460
Артиллерийская батарея номер 460 - бывшая советская береговая батарея на мысе Песоцкий нос в юго-западной части Ладожского озера времен ВОВ в районе деревни Кобона, Кировского района Ленинградской области. Существовала в 1942-1944 гг. Расформирована и вывезена в Ленинград в конце января 1944 года.

## История
7 сентября 1941 года два орудия из состава отдельной железнодорожной артиллерийской бригады были переведены в район Шлиссельбурга. В тот же день эти орудия одними из первых сделали выстрелы по противнику, пытавшемуся форсировать Неву. В дальнейшем эти орудия успешно использовались для прикрытия баз Ладожской флотилии.
1 июля 1942 года командующий КБФ адмирал Владимир Трибуц приказал разместить в южной части Ладожского озера несколько береговых батарей, чтобы не допустить нападения катеров врага на трассу водной Дороги жизни. Одна из них была установлена на острове Кареджи близ одноименного маяка, она прикрывала участки Дороги жизни, а также находящуюся на Кареджской косе насосную станцию проложенного по дну Ладоги бензопровода и Кобоно-Кареджинский порт.
Пушки завезли на остров посуху, тракторами — по Кареджской косе, благодаря тому, что в 1942 году уровень Ладожского озера упал на полтора метра ниже обычного. После введения в строй батарея получила новый номер — 460, став на ближайший год отдельной береговой батареей Ладожской военной флотилии. В это время командиром батареи был старший лейтенант Алексей Федорченко.
Из-за угрозы затопления Кареджской косы в 1943 году, было решено переместить батарею на более сухое возвышенное место. Таким местом был выбран Песоцкий мыс.
Орудия вступили в строй 7 июля 1943 года. Два 88-мм орудия,  купленных у Германии еще до начала войны перевезли на новое место и оборудовали под них батарею. Задача обороны Дороги жизни и Ладожской флотилии, при этом, перед батареей не снималась. Командиром батареи был назначен старший лейтенант Генрих Герман, до этого командовавший батареей на острове Сухо. Но, судя по военным документам, с «морским» врагом батарее иметь дело так и не довелось.
В конце января 1944 года, после прорыва блокады,личный состав батареи был расформирован, а орудия увезены в Ленинград. В дальнейшем, батареи с таким номером в составе РККА уже не существовало.

## Вооружение
На вооружении в составе батареи находились две немецкие 88-мм пушки образца 1935 года, устанавливавшиеся на подводные лодки типа VII. Эти пушки были закуплены у Германии весной 1941 года перед началом Великой Отечественной войны.
Они представляли собой морские орудия, прототипом для которых послужили ранние образцы орудий данного типа, стоявшие на вооружении Имперского флота Германии во время Первой мировой войны

## Командиры
- 1942-1943(?) - старший лейтенант Федорченко, Алексей Степанович
- 1943 - старший лейтенант Герман, Генрих

## Современное состояние
В настоящее время место, где была размещена батарея, находится в разрушенном состоянии. На месте батареи остались две заброшенные ямы с остатками бетонного пола и металлического основания для стационарного крепления орудий.
Так же есть останки погребов для укладки боеприпасов к орудиям. Труднодоступное место из-за зарослей леса популярно лишь у любителей «дикого» отдыха.

## См.также
Батарея мыса Сосновец